# Katutura (Film)
Katutura ist ein namibischer Actionfilm und Filmdrama aus dem Jahr 2015. Das Drehbuch stammt von Obed Emvula und Florian Schott, der auch Regie führte. Es handelt sich um den ersten Film aus Namibia, der in den internationalen Filmverleih kam. Die Produktion wurde mit Unterstützung der Namibia Film Commission realisiert.
Katutura folgt einer Gruppe von Charakteren in Katutura, einem ärmeren, vor allem von Schwarzen bewohnten Stadtviertel von Windhoek. Der Film begleitet diese in ihrem täglichen Kampf ums Überleben.

## Festivals und Auszeichnungen
Katutura gewann 2016 in neun der 15 Kategorien bei den Namibian Theatre and Film Awards. Der Film war bei zahlreichen internationalen Filmfestivals zu sehen, darunter dem Pan African Film Festival, Helsinki African Film Festival in Finnland, Ecrans Noirs Film Festival in Kamerun sowie dem African Film Festival in Trinidad und Tobago.